# Aratinga holochlora
Aratinga holochlora là một loài chim trong họ Psittacidae.